# Christophe Prémont
Christophe Prémont (Uccle, 22 de novembre de 1989) és un ciclista belga, professional des del 2009. Actualment corre a l'equip Vérandas Willems-Crelan. Del seu palmarès destaca el Gran Premi del 1r de maig de 2012.

## Palmarès
- 2010
  - Vencedor d'una etapa al Tour de Faso
- 2012
  - 1r al Gran Premi del 1r de maig - Premi d'honor Vic de Bruyne
- 2015
  - Vencedor d'una etapa al Giro del Friül-Venècia Júlia